# (8914) Nickjames
(8914) Nickjames est un astéroïde de la ceinture principale.

## Description
(8914) Nickjames est un astéroïde de la ceinture principale. Il fut découvert le 25 décembre 1995 à Stakenbridge par Brian G. W. Manning. Il présente une orbite caractérisée par un demi-grand axe de 3,00 UA, une excentricité de 0,10 et une inclinaison de 11,2° par rapport à l'écliptique.

## Compléments